# Qoo

酷儿廣告人物

酷儿是由可口可樂公司生產的一種非碳酸飲料。1999年11月15日，酷儿在可口可樂日本公司研制成功，并联合美汁源（Minute Maid）在日本推出了这款面向儿童及青少年的饮料。2001年，酷儿成为可口可乐日本市场第三大品牌，并在韩国、新加坡及台湾市场（2001年引進臺灣和香港）位居果汁饮料第一品牌，随后也推向中國大陆市场。在亚洲生产包括葡萄、苹果、蜜桃及橙味的多种口味。
飲料廣告卡通的形象是由博報堂旗下的m&k設計。在台灣的電視廣告採用趙自強主唱的廣告歌：「Q-o-o，有種果汁真好喝，喝的時候Qoo，喝完臉紅紅！」
「可愛的藍色尖頭」
在曾經銷售過此品牌飲料的市場中，臺灣自2005年前後逐漸減少鋪貨而淡出市場，並由同屬可口可樂旗下的美粒果填補果汁產品市場的空缺。
在2019年，與韓國女團TWICE合作，推出日本Qoo誕生20周年特別企劃「Qoo & TWICE 期間限定果汁」。
2019年，在臺灣市場，美粒果推出帶有Qoo廣告人物包裝的美粒果果汁。

## 外部連結
- Qoo（クー） （页面存档备份，存于）
- 製品情報 ミニッツメイド （页面存档备份，存于）
- Qoo的X（前Twitter）